# کلیف (زمین تمرین)
زمین تمرین کلیف یک زمین تمرین واقع در منچستر است که از سال ۱۹۳۸ تا ۱۹۹۹، تیم اصلی منچستر یونایتد در آن تمرین می‌کرد.اما از آن به بعد تیم اصلی زمین تمرینش را به زمین تمرین ترافورد برد و این زمین به آکادمی و تیم دوم منچستر یونایتد اختصاص یافت.